# Die neuen Leiden des jungen W.
Die neuen Leiden des jungen W. is een roman en toneelstuk van de Duitse schrijver Ulrich Plenzdorf, geschreven in de taal van de DDR-jeugd in de jaren 70 van de vorige eeuw. Het verhaal gaat over een jongen die opgroeit in een kleinburgerlijk gezin. Wanneer hij kennis maakt met Die Leiden des jungen Werthers van Goethe ontdekt hij steeds meer overeenkomsten met zijn eigen leven. Het theaterstuk werd voor het eerst opgevoerd op 18 mei 1972 in Halle (Saale) in de Duitse Democratische Republiek. Reinhard Straube speelde toentertijd de titelrol. Wegens het grote succes van 'Die neuen Leiden des jungen Werthers' werd het stuk ook in West-Duitsland opgevoerd en in 1976 zelfs verfilmd door Eberhard Itzenplitz. 

## Inhoud
Edgar Wibeau werd door zijn vader verlaten toen hij slechts vijf jaar oud was. Na de dood van Edgar op 17-jarige leeftijd zoekt zijn vader bij andere personen naar het verhaal achter de dood van zijn zoon.  
Edgar groeit op in de DDR bij zijn moeder en is een voorbeeldig persoon voor anderen. Na een ruzie met zijn leermeester Flemming verdwijnt hij samen met zijn vriend Willi uit Mittenberg - iets wat hij al lang van plan was. Ze vertrekken naar Berlijn. 
Willi vertrekt echter al snel weer terug naar Mittenberg, waardoor Edgar alleen achterblijft in Berlijn. Edgar vindt in een afdakje bij een 'Kindergarten' (peuterspeelzaal) zijn nieuwe thuis. In de Kindergarten werkt de 20-jarige Charlie, op wie Edgar verliefd wordt. Dieter is Charlies verloofde en later haar echtgenoot, wat Edgar veel stof tot nadenken geeft, ook al weet Charlie niet wat ze met Edgar moet. 
Edgar houdt nog steeds contact met Willi, die hem regelmatig bandjes met opnamen van citaten uit 'Die Leiden des jungen Werthers' van Goethe toestuurt. Edgar merkt daardoor dat zijn leven veel overeenkomsten met dat van Goethes 'Werther' vertoont. 'Old Werther' is ook de persoon die Edgar gebruikt als hij onzeker is of in onaangename situaties terechtkomt.  
De jonge Edgar probeert te leven als kunstenaar, maar omdat dit geen succes heeft, wordt hij schilder. Omdat hij zijn collega's Addi en Zaremba wil bewijzen dat hij tot veel in staat is, probeert hij een verfspuitmachine zonder spraynevel te ontwikkelen. Maar als hij probeert de machine te gebruiken wordt hij geëlektrocuteerd en overlijdt.  
In de oorspronkelijke versie van Plenzdorfs werk pleegt Edgar echter zelfmoord. In de DDR mocht er in die tijd niet over zelfmoorden geschreven worden, zodat Plenzdorf het verhaal deels moest wijzigen, voordat het boek mocht worden uitgegeven.

## Vertelstructuur
Aan het begin van het verhaal is reeds duidelijk dat Edgar Wibeau dood is. Na het verschijnen van de rouwadvertenties in meerdere kranten begint het echte verhaal, waarin de vader van Edgar voor het eerst weer op bezoek gaat bij de moeder. Dan begint de zoektocht naar de details van Edgars leven, zoals de vader dat ook doet. Hij spreekt onder andere met Willi, Charlie en Addi. Edgar geeft van gene zijde commentaar op enkele delen in het verhaal. Net zoals Willi hem bandjes stuurde, doet Edgar dit ook terug, waarbij de citaten uit Goethes werk de gevoelens van Edgar uitdrukken.

## Personen
- Edgar Wibeau: Edgar, die zichzelf als een genie ziet, is een 17-jarige jongen die van de hugenoten afstamt en in de DDR woont. Hij besluit te vluchten uit zijn thuishaven na een ruzie met zijn leermeester. Ofschoon hij reeds gestorven is, geeft hij ook in het boek nog steeds zijn mening over alles en iedereen, zoals hij bij leven altijd deed. Hij wil graag kunstenaar worden, maar wordt op de kunstopleiding niet toegelaten, waardoor hij schilder wordt.

Nadat hij door zijn vader verlaten wordt op 5-jarige leeftijd, woont hij samen met zijn moeder. Edgar ontwikkelt zich tot een zeer voorbeeldige leerling, die zelfs niet meedoet aan stakingen als ze door hemzelf zijn bedacht. Op een gegeven moment wil Edgar verandering in zijn leven en vertrekt hij samen met zijn vriend Willi naar Berlijn. Daar ontwikkelt hij zich tot een rebel, die zich van vreemden niets aantrekt en die goed is in het vormen van een mening over allerlei onderwerpen.  
Edgar wordt verliefd op Charlie maar kan hier weinig mee ,omdat de liefde niet wederzijds is, wat hij ook beseft. Ofschoon hij zeer intelligent is en een goed karakter heeft, blijkt in het verhaal dat hij nog echt een kind is en weinig ervaring heeft in het leven.  
- Charlie: zij weet niet wat ze van Edgar denken moet, maar vindt hem als persoon wel heel aardig, qua levensstijl niet. Charlie is een sterke persoonlijkheid die zich niet zo snel laat beïnvloeden, zelfs niet door haar verloofde Dieter. Charlie geeft de indruk dat ze Dieter wil bedriegen door een relatie te beginnen. Dit doet ze echter niet; er gebeurt niets behalve één kus. Ze is aan de ene kant een knap, vriendelijk en intelligent persoon, maar aan de andere kant ook zeer arrogant en strijdlustig.

- Dieter: hij is een nogal saai en burgerlijk persoon, die arrogant en egocentrisch overkomt, maar ook een goed mens is. Dieter leeft naar regeltjes, omdat deze zijn leven kunnen structureren. Dieters charme zorgt ervoor dat Charlie bij hem wil blijven.

- Willi: Willi is Edgars vriend en de enige persoon met wie hij nog contact houdt. Aan Edgars moeder vertelt hij waar die zich bevindt. Willi heeft een relatief kleine rol, maar is toch belangrijk doordat hij Edgar van de bandjes met Goethe-citaten voorziet.

- Edgars vader: hij is een oude en relatief rijke man, die samen met zijn jongere vriendin een penthouse in Berlijn bezit. Nadat hij Edgar en diens moeder verlaten heeft, heeft hij Edgar nooit meer teruggezien en zelfs na Edgars dood heeft hij nog steeds weinig spijt dat hij hen niet heeft opgezocht.

- Edgars moeder: ook zijn moeder heeft nooit veel om hem gegeven, ofschoon ze wel zeer veel van hem verlangde. Ze houdt wel van hem en probeert hem te ondersteunen waar dat kan. Nadat hij in Berlijn is, maakt haar zoon haar niet veel meer uit, alhoewel ze wel wil weten waar hij woont.

- Adolf (Addi): hij is de leider van de schilders en heeft een goede persoonlijkheid. Edgar is relatief positief over hem, ofschoon ze vaak ruzie hebben. Na Edgars elektrocutie krijgt Adolf een slecht geweten en is hij niet meer de goede mens van daarvoor.

- Zaremba: Zaremba is voor zijn leeftijd zeer fit en actief, wat een van de redenen is dat Edgar hem erg mag. Voor Edgar is hij een soort idool. Zaremba is zeer diplomatisch en het lukt hem ook de ruzies tussen Edgar en Adolf te sussen. Hij is tevens een overtuigd communist.